# Club José Carlos Mariátegui
El club José Carlos Mariátegui, es un equipo de fútbol del Distrito de Ate-Vitarte, Departamento de Lima, del Perú. Se fundó el 16 de julio de 1975. Reconocido por el IPD Resolución N.º 0976 DINADAF RD 86. Es el primer representante del distrito,  en formar parte de la segunda división peruana.

## Historia
José Carlos Mariátegui fue un equipo de fútbol importante del Distrito de Ate, fundado el 16 de julio de 1975. El club logró el campeonato de la primera división distrital de Ate-Vitarte en 1992 y participa en el torneo de Interligas de Lima donde fue eliminado. Al año siguiente logra su segundo campeonato de la liga y escala hasta la final del Torneo de Interligas de Lima. Fue su mejor campaña. José Carlos Mariátegui logró el subcampeonato de las Interligas de Lima (después de ser derrotado por Mixto Estudiantil de San Martín de Porres).
Luego, participa al torneo de la Región Promocional de Fútbol de Lima y Callao, logra su pase y asciende a participar segunda división peruana de 1994. Ya en el torneo segunda división, José Carlos Mariátegui junto a Juventud La Palma pierden la categoría. José Carlos Mariátegui retorna a la liga de origen y participó pocas temporadas hasta su desaparición a finales de los años 90. Después de muchos años de ausencia, se inició el proyecto de darle de nuevo la vida al club, en el 2016. En ese año, José Carlos Mariátegui vuelve afiliarse a la liga de Ate-Vitarte en la tercera división, logrando el campeonato y ascendiendo a la segunda división del año siguiente.
En el 2017, se forma una nueva junta directiva integrada por exsocios, fundadores del club y se formaliza su inscripción. Así comenzó su participación en la segunda división del distrito. El club vence en la final al club 27 de Abril por 1 - 0, consagrándose campeón y logrando su retorno a la primera distrital de Ate-Vitarte para la temporada 2018.  El club José Carlos Mariategui logra salvar la categoría durante torneo de la liga, en la serie A, en el presente año. Su objetivo principal es regresar al fútbol profesional. En el torneo de 2019, el club logra posicionarse en el tercer puesto de la serie A de la liga distrital.

## Actualidad
La meta de la institución, es clasificar las interligas y seguir escalando las demás etapas de la Copa Perú para regresar a la segunda profesional. Durante la temporada 2022, el club José Carlos Mariátegui consigue la cuarta posición de la Serie B. Sin embargo, no logra acceder a las Interligas de Lima. 
En la presente temporada 2023, el club ocupa provisionalmente la cuarta posición de la serie B, del campeonato de la Liga Distrital de Ate-Vitarte. El club derrota por 3-2 al club Laive, en la segunda fecha de la serie B de la Liga. José Carlos Mariátegui empata por 1-1 al equipo de San Roquen en la tercera fecha del campeonato. En la cuarta fecha de la serie B de la Liga, José Carlos Mariátegui derrota por 1-0 al Oscar Benavides en penales.

## Uniforme
- Uniforme titular 1: Camiseta roja con rayas blancas delgadas verticales y horizontales, pantalón rojo y medias rojas.
- Uniforme titular 2: Camiseta roja con franjas blancas delgadas, pantalón rojo y medias rojas.
- Uniforme alterno: Camiseta blanca, pantalón rojo y medias blancas.

### Evolución del uniforme

#### Titular: 1975 al 2023
| Titular 1 | Titular 2 | Titular 3 | Titular 4 | Titular 5 | Titular 6 |  |

#### Alterno: 1975 al 2023
| Alterno 1 | Alterno 2 | Alterno 3 | Alterno 4 | Alterno 5 | Alterno 6 |

## Datos del club
- Temporadas en Segunda División: 1 (1994).

## Nota
- La versión actual de la camiseta del equipo, comparte el diseño de la camiseta del  Girona Fútbol Club, temporada 2023.
- Existe otro club denominado José Carlos Mariátegui de Nueva Vitarte o Mariátegui de Villa Vitarte, que se afilia y participa en la Tercera División[7] de la serie A, del campeonato de la Liga Distrital de Ate-Vitarte. Queda entendido que es un club totalmente diferente al cuadro histórico. Sin embargo, no volvió a presentarse en el campeonato.
- Los equipos campeones y subcampeones del torneo de Interligas de Lima, ascendía de manera directa a la Segunda División Promocional; ya que no era descentralizado (centralizado en equipos de Lima, Callao y Ica), muchos años atrás.

## Palmarés

### Torneos Regionales
- Liga Distrital Ate - Vitarte (2) : 1992 y 1993.
- Segunda Distrital Ate - Vitarte (1) : 2017.
- Tercera División Distrital Ate - Vitarte (1) : 2016.
- Subcampeón de Interligas de Lima (1) : 1993.